# Geum speciosum
Geum speciosum är en rosväxtart som beskrevs av Alboff. Geum speciosum ingår i släktet nejlikrotsläktet, och familjen rosväxter. Inga underarter finns listade i Catalogue of Life.